# Cylindrocolea brasiliensis
Cylindrocolea brasiliensis là một loài rêu trong họ Cephaloziellaceae. Loài này được D. Costa & N. D. Santos mô tả khoa học đầu tiên năm 2008.